# Bioconstrução
Bioconstrução é o termo utilizado para se referir a construções onde a preocupação ecológica está presente desde sua concepção até sua ocupação. Já na concepção, as bioconstruções valem-se de materiais que não agridam o ambiente de entorno, pelo contrário: se possível, reciclam materiais locais, aproveitando resíduos e minimizando o uso de matéria-prima do ambiente. Todo projeto foca no máximo aproveitamento dos recursos disponíveis com o mínimo de impacto.
O tratamento e reaproveitamento de resíduos, coleta de águas pluviais, uso de fontes de energia renováveis e não-poluentes, aproveitamento máximo da iluminação natural em detrimento da artificial, são exemplos de preocupações na concepção desses projetos. A residência nas bioconstruções também segue a filosofia de responsabilidade ambiental dos seus ocupantes.
A bioconstrução não se resume à construção em si, mas pode incluir os materiais e o processo de produção da mobília, o uso de agentes biológicos para prover condições de habitação, como no caso dos telhados verdes, e o estilo de vida proposto pela arquitetura dos ambientes, esses recursos são utilizados geralmente com materiais encontrados nas áreas onde se faz a bioconstrução.

## Índice
- Ecovila
- Ver também
- Referências
- Ligações externas

## Ecovila
Ecovila é um conjunto de bioconstruções, que pode ser caracterizada por um conjunto de construções eco-sustentáveis que ocorrem em ambientes urbanos e rurais, ondem não só as residencias quanto todo o sistema de infraestrutura é sustentável, rede de água, elétrica, e tratamento de efluentes condizem com o termo.

## Casa de conteiners
Casa de contêiner são consideradas bioconstruções, por serem a reaproveitamento de objetos do ambiente que, eram considerados obsoletos, dando vida nova e preservando o meio ambiente de forma que não o agrida.  Uma outra forma de sustentabilidade é o aproveitamento de luz solar nesse tipo construção, pois como são sempre retos os tetos há uma grande área que pode ser aproveitada para a captação de energia solar, o que diminui o consumo de energia produzida por usinas hidrelétricas, termelétricas e nucleares, já que o sol é fonte inesgotável e renovável.